# L'Île du mensonge
L'Île du mensonge (Presumed Dead in Paradise) est un téléfilm américain réalisé par Mary Lambert, diffusé le 12 juillet 2014 sur Lifetime.

## Synopsis
Madison est une adolescente orpheline. Depuis la mort de son père elle est envoyée dans plusieurs internats. Un jour sa belle-mère, Patricia, ressurgit dans sa vie et lui propose de l'emmener en vacances sur l'île de Santa Isabel, ou ils allaient quand Madison était enfant. Mais Patricia a d'autres projets en tête. Avec l'aide de Blake et Taylor, ses acolytes, elle prévoit d'assassiner Madison pour toucher son héritage. Madison doit lutter pour rester en vie...

## Fiche technique
- Titre original : Presumed Dead in Paradise
- Réalisation : Mary Lambert
- Scénario : Steven Palmer Peterson et Douglas Shaffer
- Photographie : Andrew Strahorn
- Musique : Jeff Toyne (en)
- Durée : 87 minutes
- Date de diffusion :
  -  France : 20 janvier 2015 sur TF1

## Distribution
- Malese Jow (VF : Olivia Luccioni) : Madison Ashland
- Olivia d'Abo : Patricia Ashland
- Gavin Houston (en) : Blake
- Alix Elizabeth Gitter (VF : Leslie Lipkins) : Taylor
- Luis Omar O'Farrill : Andres

## Accueil
Le téléfilm a été vu par 1,655 million de téléspectateurs lors de sa première diffusion.